# Белоснежка (фильм, 2001)
«Белоснежка» (англ. Snow White: The Fairest of Them All) — телевизионный фэнтези-фильм 2001 года, снятый специально для Hallmark Entertainment режиссёром Кэролайн Томпсон. Главную роль исполнила актриса Кристин Кройк. Фильм основан на одноимённой сказке братьев Гримм, описанной ими в 1812 году.

## Сюжет
События фильма разворачиваются в сказочном королевстве, которым правит злая королева Эльспет (Миранда Ричардсон). Она пытается всячески устранить свою приёмную дочь Белоснежку (Кристин Кройк), которая является претенденткой на трон. Белоснежка сбегает от мачехи в лес, где находит друзей в лице семи гномов, и вместе они придумывают, как свергнуть королеву.

## В ролях
- Кристин Кройк — Белоснежка
- Миранда Ричардсон — королева Эльспет, мачеха Белоснежки
- Тайрон Лейтсо — прекрасный принц Альфред
- Вера Фармига — Джозефина, мать Белоснежки
- Том Ирвин — Джон, отец Белоснежки
- Клэнси Браун — Исполнитель Желаний
- Майкл Джей Андерсон — Воскресенье, лидер гномов
- Майкл Гилден — гном Понедельник
- Марк Тромбино — гном Вторник
- Винсент Скьявелли — гном Среда
- Пенни Блейк — гном Четверг
- Мартин Клебба — гном Пятница
- Уорвик Дэвис — гном Суббота
- Хосе Суньига — Гектор, охотник

## Релиз
Премьерный показ состоялся на канале ABC 28 октября 2001 года, как часть программы «The Wonderful World of Disney», а также фильм был выпущен в кинотеатрах Европы и Ближнего Востока.

## Критика
Лаура Фрайс сделала рецензию на фильм для Variety, назвав его «уникальной и роскошной постановкой, безусловно, заслуживающей внимания», но предупредив, что он не подходит для маленьких детей. Утверждая, что ABC совершила «большую ошибку», показывая его как часть своего сериала «Чудесный мир Диснея». Фрайс похвалила декорации Дэвида Брисбина, отметив, что он создал королевство в стиле «пряничного барокко и Дэвида Линча».